# كيت وولف
كيت وولف (بالمجرية: Wolf Kati)‏ (و. 1974  م) هي مغنية، ومضيفة طيران مجرية، ولدت في سانتاندري، شاركت في مسابقة الأغنية الأوروبية 2011.

## روابط خارجية
- كيت وولف على موقع IMDb (الإنجليزية)
- كيت وولف على موقع ميوزك برينز (الإنجليزية)
- كيت وولف على موقع أول ميوزيك (الإنجليزية)
- كيت وولف على موقع ديسكوغز (الإنجليزية)